# Adam Granica
Adam Granica (ur. 18 grudnia 1928 w Ostrowcu Świętokrzyskim, zm. 4 października 2020 w Osinach) – polski ślusarz i działacz partyjny, poseł na Sejm PRL V i VI kadencji.

## Życiorys
Syn Stefana i Jadwigi. Uzyskał wykształcenie podstawowe. W 1942 podjął pracę w hucie w Ostrowcu Świętokrzyskim, gdzie początkowo był gońcem, następnie był zatrudniony jako pomoc ślusarska, a potem jako ślusarz. W latach 1949–1954 pracował w Urzędzie Bezpieczeństwa, a następnie ponownie w hucie.
W 1952 wstąpił do Polskiej Zjednoczonej Partii Robotniczej. Był sekretarzem jej Oddziałowej Organizacji Partyjnej, a także zasiadał w komitetach partii – zakładowym, miejskim i wojewódzkim. Był delegatem na V Zjazd PZPR. W 1969 i 1972 uzyskiwał mandat posła na Sejm PRL w okręgu Ostrowiec Świętokrzyski. W trakcie V kadencji zasiadał w Komisji Przemysłu Ciężkiego, Chemicznego i Górnictwa, a w trakcie VI kadencji zasiadał w Komisji Drobnej Wytwórczości, Spółdzielczości Pracy i Rzemiosła oraz w Komisji Przemysłu Ciężkiego i Maszynowego.
Pochowany wraz z Janiną Granicą (1932–2020) na cmentarzu komunalnym w Ostrowcu Świętokrzyskim.

## Odznaczenia
- Srebrny Krzyż Zasługi